# Ԛ (кирилиця)
Ԛ, ԛ (ԛа [ка]) — літера розширенної кирилиці. Використовується в менш використовуваному кириличному алфавіті курдської мови, де означає звук [q] і є 27-ю буквою абетки за ліком. Також використовувалась в абхазькій (1909—1926) і осетинській абетках (1844—1923).
| Символ                      | Ԛ                          | Ԛ                          | ԛ                            | ԛ                            |
| --------------------------- | -------------------------- | -------------------------- | ---------------------------- | ---------------------------- |
| Unicode name                | ВЕЛИКА КИРИЛИЧНА ЛІТЕРА ԚА | ВЕЛИКА КИРИЛИЧНА ЛІТЕРА ԚА | МАЛЕНЬКА КИРИЛИЧНА ЛІТЕРА ԚА | МАЛЕНЬКА КИРИЛИЧНА ЛІТЕРА ԚА |
| Encodings                   | decimal                    | hex                        | decimal                      | hex                          |
| Unicode                     | 1306                       | U+051A                     | 1307                         | U+051B                       |
| UTF-8                       | 212 154                    | D4 9A                      | 212 155                      | D4 9B                        |
| Числове позначення символів | &#1306;                    | &#x51A;                    | &#1307;                      | &#x51B;                      |